# Iry LeJeune
Ira (Iry) LeJeune (Pointe Noire (Louisiana), 28 oktober 1928 - 3 oktober 1955) was een cajun-muzikant. Hij zong en speelde diatonische accordeon. 

## Leven
Iry LeJeune stamde uit een muzikale familie. Zijn vader en twee van zijn ooms speelden accordeon en zij leerden hem spelen. Lejeune was bijna blind van bij zijn geboorte en kon dus niet helpen op de kleine boerderij van zijn ouders. Van jongs af trad hij op. Hij verhuisde naar de streek van Lake Charles om daar in de vele dance halls te kunnen optreden. Met violist Floyd LeBlanc maakte Lejeune zijn eerste opnamen in Houston, Texas: Love Bridge Waltz en Evangeline Special. Hij overtuigde diskjockey en muziekproducer Eddie Shuler om zijn muziek op te nemen. Hij maakte de cajunmuziek met een traditionele bezetting van accordeon en viool terug populair, nadat die in de jaren 1930-40 verdrongen was door Texas string bands. Hij was zo een wegbereider voor artiesten als Lawrence Walker, Aldus Roger en Nathan Abshire.
Iry Lejeune stierf jong in een auto-ongeval na een optreden; hij werd overreden terwijl hij een lekke band wisselde. Hij liet een vrouw en vijf jonge kinderen na. Een van zijn zonen, Eddie LeJeune, werd ook een bekend cajun-muzikant.